# David II de Kajetia
David II (en georgiano: დავით II, Davit 'II) también conocido como Imam Quli Jan, (Imām Qulī Khān) (en persa: امام قلی خان, transliterado: Emāmqolī Khān; georgiano: იმამყული-ხანი, Imamkuli-Khan) (Isfahán, 1678-2 de noviembre de 1722), de la dinastía Bagrationi, fue rey de Kajetia en el este de Georgia desde 1709 hasta 1722. Aunque era musulmán y un vasallo leal de la dinastía safávida de Irán, no pudo garantizar la seguridad de su reino y la mayor parte de su reinado estuvo marcado por las razias (denominadas lekianoba) de clanes daguestaníes de las zonas montañosas.

## Biografía
David era hijo del rey Heraclio I de Kajetia y de la reina Ana, de la familia georgiana de los Cholokashvili. Nació y creció en la corte del sah en Isfahán y se instaló como valí (virrey) de Kajetia tras el retiro de su padre a Irán en 1703. David residió en Qara Aghach o Qaraghaji en el este de Kajetia, en las fronteras de Shirvan, pero tuvo que trasladar su residencia a Telavi después de que no pudo recuperar Balakan de los lezguinos de Char y de que perdiese Qax en 1706. 
Después de la muerte de su padre en 1709, Heraclio recibió la orden de Isfahán de ser investido por el sah Huséin, dejando a su hermano menor, Teimuraz y a su madre, Anna, a cargo del gobierno. Los años de su obligada ausencia en la corte del sah (1711–15) se vieron afectados por los ataques de los daguestaníes y las revueltas campesinas. Al regresar a Kajetia, David intentó controlar la situación, haciendo una alianza con Jesse, gobernante del vecino reino georgiano de Kartli, y marchó contra Daguestán, pero sufrió una derrota y no pudo evitar los asentamientos de los lezguinos en las tierras fronterizas de Kajetia. En diciembre de 1719, conoció a Vajtang VI de Kartli y negoció una nueva alianza contra los clanes daguestaníes. A principios de 1720, los refuerzos enviados por Vajtang bajo el mando del príncipe Erasti Kaplanishvili llegaron a Kajetia, pero David prefirió no enviar otra expedición y mandó volver a casa al ejército de Kartli.
David murió en su residencia de verano de Magharo en 1722 y fue enterrado en Qom (Irán).

## Familia
David se casó dos veces. Su primera esposa era hija del shamjal de Tarki y la segunda era Yatri Jahan-Begum, hija de Shajruj-Zadeh, beylerbey de Ereván. Todos sus hijos eran del segundo matrimonio:
- Levan (Mahmud Reza Mirza) (fallecido en 1734), gobernador de Ganyá para el sah de Irán. Murió en batalla contra el otomano Topal Osman Pasha. Tuvo tres hijos: Asan Mirza, Ivane y Rostom-Mirza.
- Ali Mirza de Kajetia, nacido Alejandro (Nazar 'Ali Mirza) (fallecido en 1737), gobernador de Tiflis durante la ausencia del rey Teimuraz II de 1736 a 1738.
- Hasan-Mirza (fallecido en 1750), enviado georgiano a al sah de Persia, Nader Shah en 1734.